# Iglesia de Nuestra Señora de las Angustias (Ayamonte)
La Iglesia Parroquial de Nuestra Señora de las Angustias situada en la barriada de la ribera de Ayamonte, casi al pie del río Guadiana, de la localidad de Ayamonte (provincia de Huelva, Andalucía, España) es un templo católico construido en el siglo XVI, además de ser la Parroquia Mayor de la ciudad de Ayamonte. Es Bien de Interés Cultural, con categoría de Monumento.

## Historia y leyenda
Esta iglesia parroquial se construyó en el siglo XVI, a los pies del río Guadiana, a fin de albergar la imagen de la que sería a partir de entonces patrona de la ciudad, y a la que la iglesia debe su nombre, más tarde ya en el siglo XVII, se le adosó un baluarte artillado, a fin de defender la ciudad por la parte más desprotegida de la costa fluvial, baluarte del cual sólo se conserva un paño. El terremoto de Lisboa de 1755 destruyó parte de la fachada de la Iglesia.
Cuenta la leyenda que habiéndose encontrado en mitad del río una imagen milagrosa de la Virgen de las Angustias, españoles y portugueses se pelearon por la posesión de la misma, llegando al acuerdo de compartirla. Pero a la hora de llevar la imagen al país vecino siempre se levantaba temporal en el mar y era imposible su traslado en barco, al no existir una ruta terrestre, y la imposibilidad del traslado por el río, las autoridades portuguesas decidieron que la imagen "no quería" marchar de Ayamonte, decidiendo el pueblo en muestras de agradecimiento levantarle singular templo a orillas de "su río". Pero no se hallaban vigas para la techumbre y, justo cuando iba el pueblo a desistir, apareció en el puerto un barco llamado "San Gabriel", patronado por un tal "Miguel" y su hermano "Rafael" que tenían que deshacerse de unos maderos, sin conste alguno para el pueblo, que casualmente medían lo justo para el techo.

## Descripción y datos generales

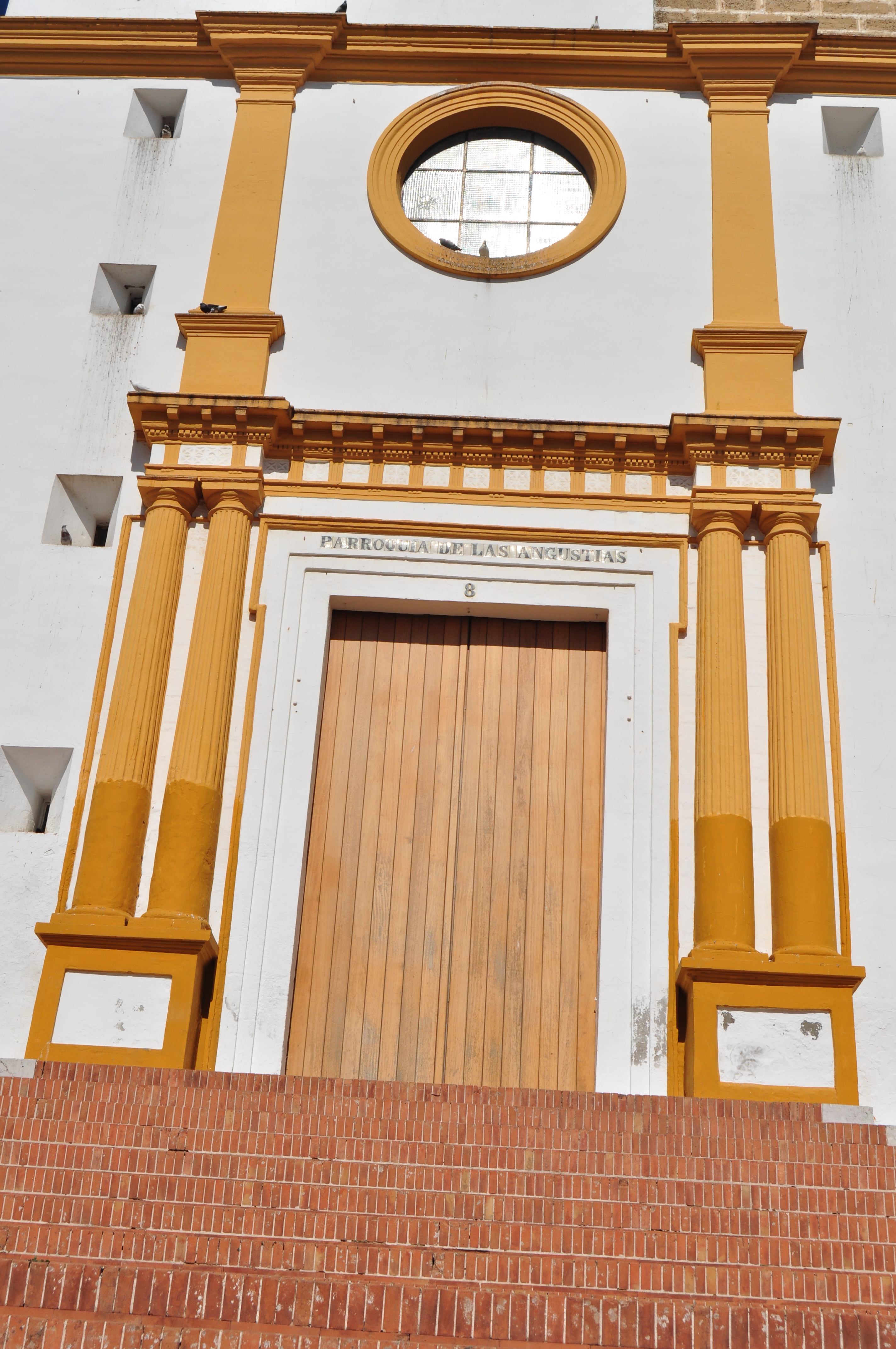
Puerta principal.

La Iglesia Parroquial de Nuestra Señora de las Angustias, dedicada a Nuestra Señora de las Angustias, es un templo construido a principios del siglo XVI de estilo mudéjar. Fue edificado en el que por la época fuera el nuevo y mercantil barrio de La Ribera. Rápidamente pasó a ser la Parroquia Mayor de Ayamonte debido a que la población se comenzó a asentar en el barrio de La Ribera, y la Iglesia Parroquial de Nuestro Señor y Salvador quedaba a considerable distancia.
Construida en un altozano que viene a morir a los pies del río, típica iglesia andaluza, enlucida y "encalada" (blanqueada sus fachadas con cal), consta de planta de tres naves; la central más alta y ancha que las laterales, separadas por arcos de medio punto, fachada formada por dos columnas dóricas enmarcando la puerta principal de entrada, a la que se accede a través de una escalinata de ladrillos de barro cocidos, los cuales se hallan delimitados por columnas de piedra unidas entre sí por cadenas de ancho grosor. La torre a la derecha de la nave central está formada por varios cuerpos, uno de ellos el que alberga las campanas, acabando esta en pináculo octogonal flanqueado por cuatro columnas al aire. En la parte superior de la puerta principal hay una vidriera policromada de la Virgen de las Angustias.
Al igual que en el templo de San Francisco, destacan el artesonado mudéjar, en especial el del techo de la capilla mayor, con claras influencias del arte islámico que se desarrolló en la península ibérica durante la Edad Media.
La iglesia es presidida en la capilla mayor por la imagen de Nuestra Señora de las Angustias, titular del templo y patrona de Ayamonte desde el 11 de enero de 1756, como muestra del fervor popular que se le profesó a la imagen a causa del agradecimiento por los pocos daños que sufrió la ciudad en el terremoto de Lisboa de 1755. El templo adquiere mucho protagonismo en Semana Santa, ya que desde la Iglesia de las Angustias parten en procesión cuatro de las diez Hermandades de Semana Santa.  

### Capilla Mayor
La capilla mayor, separada del resto de la nave de la iglesia mediante gradas, es de planta rectangular y está enrejada por los laterales, y la decoración del techo de esta zona es mucho más destacable y profusa, en la que se mezclan elementos geométricos de estilo mudéjar con elementos renacentistas. Además, otro elemento diferenciador de la capilla mayor respecto al resto de la nave es el arco toral de medio punto, sostenido por dos sólidas columnas, y rematado por una cartela que representa al Inmaculado Corazón de María. Además, en las enjuntas figuran a la izquierda las armas de Guzmán y a la derecha las de Zúñiga y Sotomayor.
También en la Capilla Mayor, debajo del altar, se hallan dos lápidas con las siguientes inscripciones:

«EL AMBITO QUE COMPRENDE ESTA LAPIDA DE DOS BARAS DE LARGO Y EL QUE CORRESPONDE A TODO EL FRONTIS DE LA GRADERIA DE ESTA CAPILLA MAYOR ES PRIVATIVO ENTIERRO DE LOS SRES. MARQUESES DE AYAMONTE, PATRONES PERPETUOS DE ESTA IGLESIA. SE HIZO EN ELLA ESTE PRESENTE AÑO DE 1760.»

«SEPULTURA DE DON MANUEL RIVERO, ALCALDE DEL CASTILLO DE ESTA CIUDAD DE AYAMONTE Y JUSTICIA MAYOR DE ELLA, Y DE DOÑA JUANA INOCENCIO DIAZ CORDERO, SU LEGITIMA MUJER Y SUCESORA. AÑO DE 1760.»

Se trata de las tumbas de Don Manuel Rivero "El Pintao", y su mujer, Dona Juana Inocencio Díaz. Don Manuel Rivero era el propietario de la Casa Grande y fue el principal mecenas del templo una vez este quedó parcialmente destruido tras el terremoto de Lisboa de 1755.

### Nave del Evangelio
La nave del Evangelio es la nave donde está la puerta de la Calle Padre Ainé Carbonell. Por esta nave, se accede a la Sacristía, y en ella únicamente encontramos una capilla lateral.

#### Retablo de San Diego de Alcalá
En la nave del Evangelio encontramos el retablo de San Diego de Alcalá, de madera oscura y datado en el siglo XVIII. San Diego de Alcalá es patrón de la ciudad desde 1604 - junto con la Virgen de las Angustias y San José (copatrón) que lo son desde 1756 - ya que se la atribuye haber librado a la ciudad de una epidemia de peste. La imagen de San Diego es una escultura de bulto redondo realizada en 1590 atribuida al círculo de Juan Martínez Montañés. Presenta al Santo de pie, vestido con hábito franciscano que cae en pliegues verticales, con la mano derecha sobre el pecho y la izquierda abrazando la cruz. La imagen del Santo se encuentra entre la imagen de Sor Ángela de la Cruz, que fue fundadora de las Hermanas de la Cruz, obra de León Ortega, escultor ayamontino, y la imagen del beato Vicente San José Ramírez, nacido en Ayamonte, fraile franciscano, martirizado en Japón.

#### Retablo de laVirgen del Rosario
Retablo barroco realizado en la primera mitad de siglo XVIII, madera tallada, dorada y policromada. Se compone de banco, un cuerpo de tres calles con hornacina en la central a modo de un templete adelantado, soportado por estípites, que albera a la imagen titular.

#### Retablo del Simpecado de la Hermandad del Rocío
Retablo barroco realizado en la primera mitad del siglo XVIII, en madera dorada y policromada. Se compone de un cuerpo superior formado por un dosel tallado del que cuelgan elementos frutales dorados. En este retablo es donde se venera al Simpecado de la Hermandad del Rocío de Ayamonte.

#### Retablos de Santa Ana y San José
Ambos de estilo barroco, y realizados en el siglo XVIII, en el primero de ellos se muestra la imagen de Santa Ana con la Virgen, y en el otro a San José, que antiguamente también era considerado patrón de la ciudad de Ayamonte.

#### Capilla deNuestra Señora de Fátima
En el quinto tramo de la nave del Evangelio se encuentra la capilla de Nuestra Señora de Fátima, capilla anteriormente consagrada a San Vicente Ferrer. En el suelo hay una lápida en la que se representa una carabela con dos tibias cruzadas y un ave portando una filacteria. En la lápida se encuentra la siguiente inscripción:«ESTA CAPILLA Y ENTIERRO/ES DE VISENTE GONZALEZ/ROMERO YD LEONOR BE/CERRA SU MVGER. AÑO 1621.»

### Nave de la Epístola
La Nave de la Epístola se abre (desde la zona más cercana a la Capilla Mayor), con la capilla de la Pontificia, Real e Ilustre Hermandad Sacramental y Archicofradía de Nazarenos del Santo Entierro, Descendimiento de la Cruz y Nuestra Señora del Mayor Dolor, más conocida como la Hermandad del Santo Entierro o Mayor Dolor, que realiza estación de penitencia la tarde noche del Viernes Santo. Es una estancia rectangular con bóveda esquifada, y con un techo pintado al temple cuya representación muestra al Padre Eterno, la Tempestad calmada, la Resurrección de Cristo y la Asunción de María.
En la pared de esta nave se abren tres capillas:

#### Capilla de la Hermandad de Excombatientes
Capilla rectangular con las paredes cubiertas por azulejos y el techo ornamentado con un artesonado mudéjar. Presidiendo la capilla, encontramos bajo un baldaquino de madera dorada, la obra cumbre del imaginero ayamontino Antonio León Ortega, Nuestro Padre Jesús de la Pasión, realizado en 1943. A los laterales encontramos las imágenes del Cristo de la Victoria, obra de serie de los talleres de Olot, que no procesiona desde 1985, y la Virgen de la Paz, obra de Antonio León Ortega.

#### Capilla Bautismal
Construida en el siglo XVII, con planta rectangular y cubierta con bóveda de cañón. Encontramos en ella un magnífico retablo del siglo XVII, de tres calles, separadas entre sí por columnas salomónicas. ado por maestros portugueses: Juan Gómez Camacho, vecino de Ferreira, y Manuel Alfonso Guerrero, vecino de Tavira, quienes contrataron el trabajo con el mayordomo de la cofradía del Bautista el 6 de febrero de 1696. Ante el retablo se alza la primitiva pila bautismal, abalaustrada, de mármol gris oscuro, realizada en el siglo XVII. Actualmente, es en esta capilla donde se encuentran los titulares de la Hermandad del Señor Triunfante en su Entrada en Jerusalén, Cristo del Amor y Nuestra Señora de la Salud, entre ellos el Cristo del Amor, obra anónima del siglo XVIII, y restaurada y modificada por Antonio León Ortega en 1974.

#### Capilla Sacramental
La antigua capilla Sacramental, abierta en el primer tramo de la misma nave, se cierra con una verja de hierro forjado. Data del primer cuarto del siglo XVII y estuvo dedicada originariamente a la reserva y adoración de la Eucaristía. Se compone de una nave cubierta con bóveda de cañón rebajada y lunetos que cobijan sendos ventanales, dividida en cuatro tramos por arcos fajones. La decoración geométrica de la bóveda, de rancia estirpe clásica, está realizada a base de hexágonos, octógonos, y cruces, que recuerdan dibujos de Sebastián Serlio. En la clave del arco fajón de la cabecera se encuentra una cartela con un pelícano, clara alusión eucarística, así como a los pies del recinto, en el interior de otra cartela, aparece un cáliz y la Sagrada Forma. En su muro frontal preside el retablo del Corazón de Jesús, realizado por Diego de Zamora en 1751.
Actualmente en esta capilla se encuentran los titulares de la Hermandad de Jesús Resucitado y María Santísima de la Victoria.

#### Retablos de la Nave de la Epístola
Además de las capillas, en la Nave de la Epístola también encontramos retablos como el retablo de la Virgen del Pilar, obra barroca de escuela portuguesa de las primeras décadas del siglo XVIII. Presenta en un plano anterior un amplio arco de triunfo de medio punto cuya embocadura está formada por sendas pilastras laterales que sostienen el arranque del arco y entablamento superior rematado con crestería.
También en esta nave encontramos el retablo de San Antonio de Padua, un sencillo retablo en forma de arco rehundido, en madera de color oscuro, decorado con elementos de rocalla que permite datarlo en la segunda mitad del siglo XVIII. La imagen de San Antonio es una escultura de bulto redondo, ta
llada en 1767 por Blas Molner y policromada por Juan de Espinel, aunque en el s. XX debido a su estado de conservación   León Ortega le aplicó repintes perdiendo la imagen parte de la policromía original.
A los pies de la nave se encuentra el retablo de la Virgen del Carmen, obra de factura neoclásica. Destaca su cuerpo avanzado y achaflanado, que forma un templete cubierto con frontón partido. El conjunto se decora con fondos jaspeados policromos y molduras doradas.
También del interior del templo hay que destacar las dos pilas de agua bendita, de mármol blanco con taza negra del siglo XVII y las vidrieras del segundo tercio del siglo XIX.

### Retablo mayor y camarín de Nuestra Señora de las Angustias

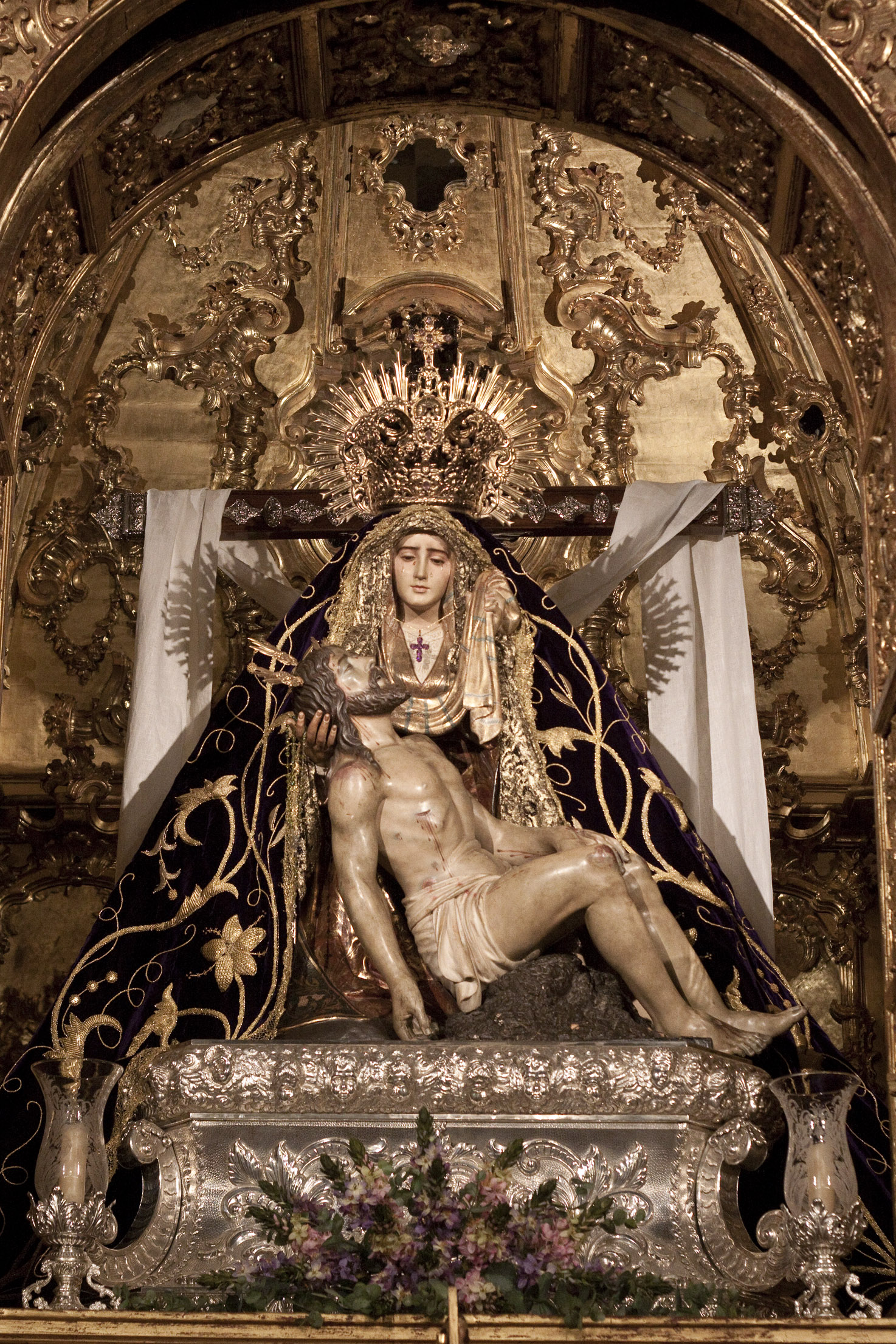
Nuestra Señora de las Angustias en su camarín.

Sin duda, una de las obras de arte más destacables de la iglesia, es el magnífico retablo del siglo XVI, de traza diseñada por Matías Fernández Cardoso y realizado el primer cuerpo del retablo por Matías Fernández Cardoso y el resto por el maestro ensamblador de Sanlúcar de Barrameda Andrés Díaz. Consta de tres cuerpos superpuestos, formando tres calles, separadas entre sí por columnas. La iconografía del retablo relata escenas de la Pasión de Cristo, y la angustia que sintió la Madre Dolorosa. Todas las escenas pasionistas y dolorosas del retablo están talladas en relieves policromados.
En el primer cuerpo encontramos a la izquierda la escena de Jesús orando en el Huerto de Olivos, en la calle central encontramos el camarín de Nuestra Señora de las Angustias. Espacio de nueve metros cuadrados de estilo rococó en el que encontramos además de la venerada imagen de la Virgen, imágenes de los evangelistas, de San Pedro, y de María Magdalena. El camarín también destaca por la presencia de espejos, típico en el arte rococó. A la derecha del primer cuerpo, encontramos el bajorrelieve que representa el misterio del Prendimiento de Jesús.
En el segundo cuerpo encontramos tres bajorrelieves realizados por Andrés Díaz. Muestra de izquierda a derecha, la escena de la coronación de espinas, María en su soledad al pie de la cruz acompañada por San Juan y por María Magdalena, y la derecha la escena de la flagelación.
En el tercer cuerpo o ático, destaca la calle central, que es un cuerpo en forma de arco de medio punto, en el que encontramos la figura de Dios Padre, de forma monumental y sedente, y sobre éste, la representación del Espíritu Santo acompañado por cabezas de ángeles y querubines. Las calles laterales, un poco más bajas que la central, se completan con las imágenes del Ecce Homo, a la izquierda, y la de Jesús con la cruz a cuestas, a la derecha.
Todo el conjunto está datado en torno a 1621, y mezcla varios estilos, barroco, renacentista y rococó.

## Hermandades y Cofradías
- Hermandad de Nuestra Señora de las Angustias.

Hermandad de la Patrona de la Ciudad de Ayamonte.
Fundada en agosto de 1875
En Ayamonte procesionan durante la Semana Santa diez hermandades, de las cuales tienen su sede en esta prroquia las siguientes:
- Hermandad del Señor Triunfante en su entrada en Jerusalén, Cristo del Amor y Nuestra Señora de la Salud

Conocida popularmente como "La Mulita".
Fundada en 1918.
Domingo de Ramos
- Hermandad y Cofradía del Santísimo Cristo de a Victoria, Nuestro Padre Jesús de la Pasión y María Santísima de la Paz

Conocida popularmente como "Pasión" o "Excombatientes"
Fundada en 1940.
Miércoles Santo
- Pontificia, Real e Ilustre Hermandad Sacramental y Archicofradía de Nazarenos del Santo Entierro, Descendimiento de la Cruz y Nuestra Señora del Mayor Dolor.

Popularmente conocida como "Santo Entierro".
Fundada en 1892.
Viernes Santo
- Hermandad de Jesús Resucitado y María Santísima de la Victoria.

Popularmente conocida como "Resurrección".
Fundada en 1990.
Domingo de Resurrección